# 8496 Jandlsmith
8496 Jandlsmith este un asteroid din centura principală de asteroizi.

## Descriere
8496 Jandlsmith este un asteroid din centura principală de asteroizi. A fost descoperit pe 16 august 1990 la Observatorul Oak Ridge din Harvard, Massachusetts. El prezintă o orbită caracterizată de o semiaxă mare de 3,13 ua, o excentricitate de 0,09 și o înclinație de 10,6° în raport cu ecliptica.